# Avrainville (Essonne)
Avrainville  [avʁɛ̃vil] je francouzská obec v departementu Essonne, v regionu Île-de-France, 33 kilometrů jihozápadně od Paříže. Její jméno je odvozeno ze středověkého názvu Evrinivilla.

## Geografie
Sousední obce: Égly, Arpajon, La Norville, Guibeville, Boissy-sous-Saint-Yon, Cheptainville, Torfou a Lardy.

## Vývoj počtu obyvatel
Počet obyvatel

## Památky
- kostel Notre-Dame-de-l'Assomption-de-la-Très-Sainte-Vierge z 12. století